# Kampania synajska i palestyńska
Kampania synajska i palestyńska – działania wojenne prowadzone podczas I wojny światowej przez Imperium Osmańskie przy wsparciu pozostałych państw centralnych przeciw imperium brytyjskiemu i jego sojusznikom na półwyspie Synaj, w Palestynie i w Syrii.
Walki rozpoczęło Imperium Osmańskie nieudanym atakiem na kontrolowany przez Brytyjczyków Kanał Sueski w styczniu 1915 r. Natarcia te ponawiano bezskutecznie w ciągu następnych miesięcy. Alianci, wzmocnieni przez siły wycofane z walk o Gallipoli, w 1916 r. przeszli do kontrofensywy i do zimy następnego roku wyparli wojska osmańskie z Synaju. Na linii Gaza – Beer Szewa dobrze okopani Turcy stawili jednak zdecydowany opór, którego mimo dwóch ataków i znacznych strat po obu stronach, nie udało się złamać. Dopiero w październiku nowy brytyjski dowódca, gen. Edmund Allenby sforsował turecką obronę Beer Szewy i wkroczył do Palestyny, zajmując wkrótce Jerozolimę. Wiosną 1918 r. rozpoczęła się wielka niemiecka ofensywa na froncie zachodnim i znaczna część wojsk Ententy w Palestynie została odesłana do Europy. W tym czasie Allenby przeprowadził dwa nieudane ataki na Amman i As-Salt. Następne, rozpoczęte we wrześniu natarcie przyniosło jednak sukces i Brytyjczycy w bitwie pod Megiddo całkowicie rozbili osmańskie wojska w Syrii. 30 października Turcja podpisała rozejm w Mudros, co zakończyło wojnę na Bliskim Wschodzie.

## Tło
Brytyjczycy w ciągu XIX w. wkraczali w dawne strefy wpływów Imperium Osmańskiego. Od kilkudziesięciu lat sprawowali rządy nad Cyprem i Egiptem, wciąż pozostającymi formalnie pod władzą sułtana. Jesienią 1914 r. Turcja dołączyła do wojny po stronie wrogich Zjednoczonemu Królestwu mocarstw centralnych, zyskując okazję odbicia utraconych prowincji. Zarówno Turcy, jak i Niemcy zdawali sprawę, jak czułym punktem brytyjskiego imperium jest Egipt. Przebiegający przezeń Kanał Sueski służył utrzymaniu łączności między Londynem a jego koloniami nad Oceanem Indyjskim. Zadanie w tym miejscu skutecznego ciosu zwiększyłoby szanse państw centralnych na zwycięstwo. Osmanowie wierzyli też, że wkroczenie islamskiej armii do Egiptu spowoduje wybuch antybrytyjskiego powstania. Z kolei wśród elit politycznych Ententy powoli zaczynał dojrzewać pomysł rozbioru Imperium Osmańskiego po wojnie. Francuzi liczyli na kontrolę nad Syrią, Rosjanie chcieli opanować Konstantynopol, a Brytyjczycy uzyskać wpływy w Arabii i Mezopotamii. W tym celu starali się doprowadzić do wybuchu powstania arabskiego przeciw Turcji.

## Walki na Synaju

### Tureckie ataki

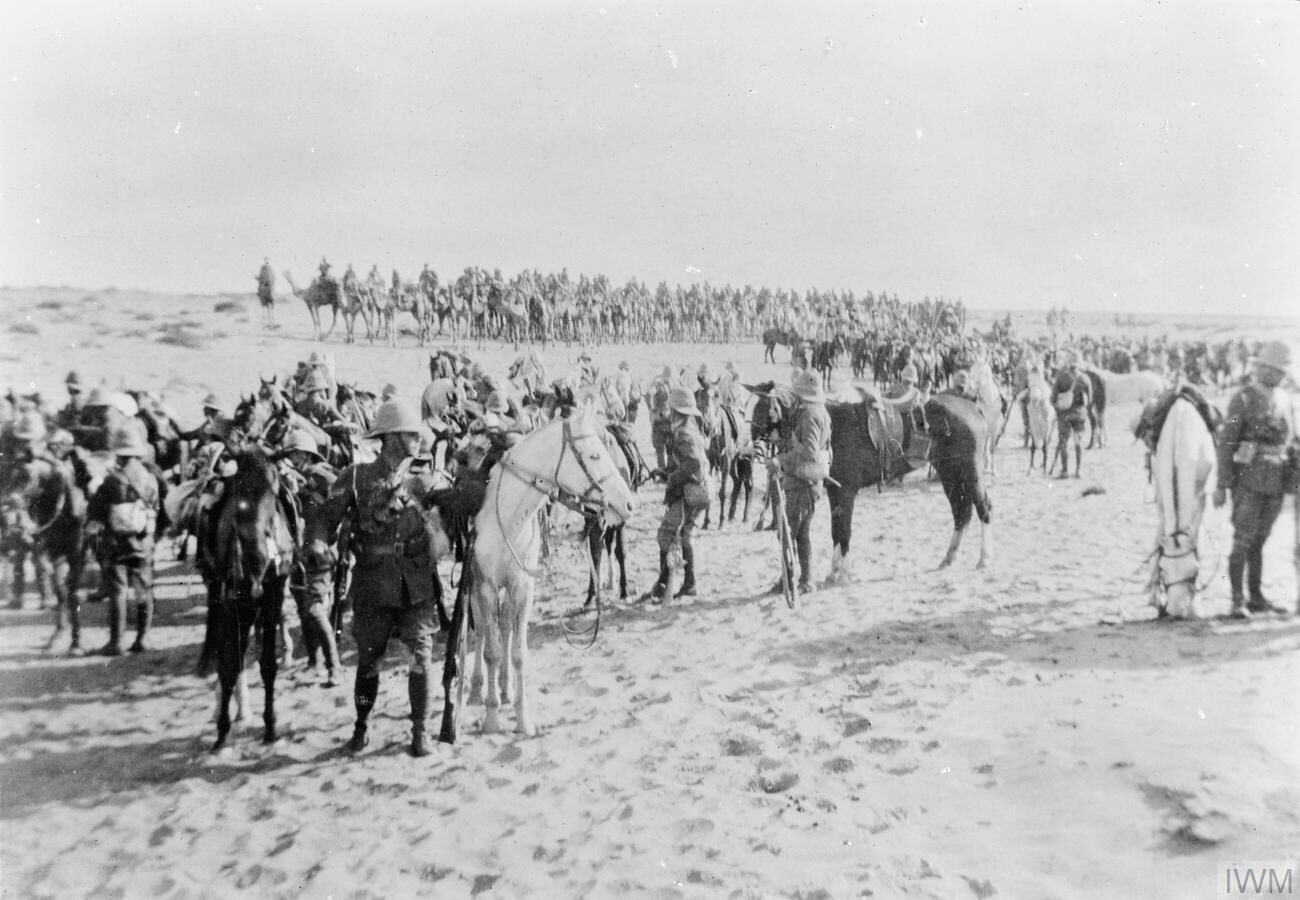
Brytyjscy kawalerzyści podczas rekonesansu na Synaju (14 lutego 1915)

Dżemal Pasza, jeden z przywódców znajdującego się u władzy ruchu młodotureckiego, na przełomie 1914 i 1915 r. rozpoczął przygotowania do ofensywy na Egipt. 15 stycznia wraz z IV Armią i VIII Korpusem wyruszył z Syrii i rozpoczął przeprawę przez Synaj. Przemarsz ułatwiała chłodna pora roku oraz studnie wykopane na polecenie niemieckiego pułkownika Friedricha Kressa von Kressensteina. Pierwsze oddziały osmańskie pojawiły się nad Kanałem Sueskim 26 stycznia. Główne uderzenie rozpoczęło się natomiast nad ranem 3 lutego w okolicy Ismailii. Turcy próbowali przedostać się na drugą stronę Kanału za pomocą łodzi i pontonów. Posiadający przewagę techniczną Brytyjczycy utrzymali się jednak na zachodnim brzegu, a na ich tyłach nie wybuchło, oczekiwane przez Turków, egipskie powstanie. W bitwie poległo ok. 2000 osmańskich żołnierzy i wkrótce Dżemal musiał zarządzić odwrót. Od tej pory walki o Kanał przybrały postać serii rajdów pod komendą Kressensteina, które nie stwarzały dla Egiptu poważniejszego zagrożenia.

### Brytyjczycy przejmują inicjatywę

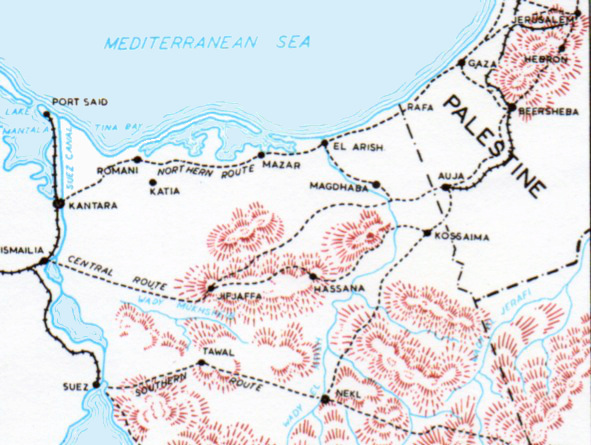
Synaj w trakcie I wojny światowej

W styczniu 1916 r. ewakuowani z Gallipoli brytyjscy żołnierze trafili do Egiptu. Pod wodzą gen. Archibalda Murraya utworzono z nich Egipskie Siły Ekspedycyjne (Egyptian Expeditionary Force) w sile 14 dywizji, które stanowiły strategiczną rezerwę imperium. Dowodzący dotąd gen. Maxwell powrócił do Anglii. Murray uważał, że pasywna obrona samego Kanału jest mało efektywna: jego zdaniem zajęcie oaz na Synaju pozwoli mniejszym niż dotychczas siłom skutecznie zabezpieczyć Egipt przed tureckim atakiem. Wkrótce Brytyjczycy rozpoczęli na półwyspie budowę wodociągu i kolei z Al-Kantary w stronę Romani, które miały zaopatrywać nowe, wysunięte placówki.
W trakcie tych prac kawaleria ANZAC dokonywała dalekich rekonesansów na pustyni, atakując mniejsze oddziały wroga i niszcząc jego zasoby wody. 23 kwietnia osmański oddział niespodziewanie zaatakował brytyjskie pozycje i na kilkadziesiąt godzin wyparł z Romani aliantów, którzy wkrótce ponownie zajęli miejscowość. Doprowadzili do niej kolej i w ciągu następnych miesięcy umacniali swoje pozycje obronne. W czerwcu w Hidżazie wybuchło oczekiwane od dawna antytureckie powstanie szarifa Mekki. Wspierana przez Ententę rewolta miała ograniczony zasięg, jednak wiązała na Półwyspie Arabskim siły osmańskie, które mogłyby być wykorzystane na froncie. Na Synaju do nasilenia walk doszło dopiero w nocy z 3. na 4 sierpnia, kiedy natarcie 16 tys. Turków rozpoczęło bitwę o Romani. Brytyjczykom udało się odeprzeć atak i podjąć pościg za nieprzyjacielem, zakończony 9 sierpnia nieudaną próbą wyparcia Osmanów z obozu w Bir al-Abd. Od tej chwili siły Ententy powoli, lecz sukcesywnie postępowały na wschód, by 20 grudnia stanąć w Al-Arisz, z którego wróg wycofał się bez walki. 23 grudnia Brytyjczycy stoczyli zwycięską bitwę o Magdhabę, a 9 stycznia rozbili turecki garnizon w Rafah. Tym samym zajęli cały północny Synaj i na początku 1917 r. stanęli u wrót Palestyny.

## Palestyna

### Próby sforsowania tureckiej obrony

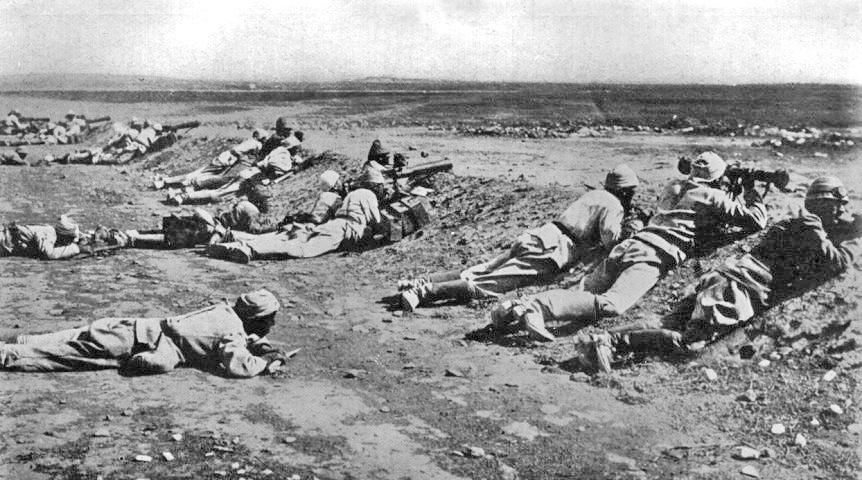
Tureckie pozycje w trakcie II bitwy o Gazę

Na początku 1917 r. brytyjski gabinet wojenny wyraził zgodę na zakrojone na szeroką skalę operacje w Palestynie. Murray rozpoczął przygotowania – jego wojsko nadal potrzebowało zaopatrzenia przez kolej i wodociąg z Egiptu. Kiedy 5 marca budowa drogi żelaznej z Al-Kantary posunęła się do Asz-Szajch Zuwajjid, Turcy wycofali się na linię Gaza – Beer Szewa. 26 marca Brytyjczycy zaatakowali – rozpoczęła się I bitwa o Gazę. Piechota uderzyła na miasto od południa, a kawaleria powstrzymywała dopływ posiłków. Mimo poczynionych w ofensywie postępów, nocą gen. Philip Chetwode zarządził odwrót. Liczba ofiar po stronie atakujących wyniosła niecałe 4000, w tym 2932 rannych, natomiast straty tureckie były o połowę mniejsze. Nieznający dokładnego obrazu sytuacji na froncie rząd brytyjski oczekiwał rychłego zdobycia Jerozolimy. 17 kwietnia Murray zaatakował ponownie, ale poczynił jedynie niewielkie postępy. Nazajutrz jego oddziały umocniły się na zdobytych pozycjach i przygotowywały się do kolejnego uderzenia. 19 kwietnia piechota Ententy dokonała frontalnego natarcia, które nie przyniosło sukcesu. Kolejny atak, zaplanowany na następny dzień, został odwołany, a II bitwa o Gazę zakończyła się porażką Brytyjczyków. Ich straty wyniosły 6444 ludzi, w tym 4359 rannych. Po stronie tureckiej ofiar było trzykrotnie mniej.
Wielka Brytania, za sprawą nowego premiera Davida Lloyda George’a, zdeterminowana w zamiarze podboju Palestyny, powiększyła o kolejne dwie dywizje egipski korpus, którego siła bojowa wynosiła teraz ponad 100 tys. żołnierzy. Gen. Murray został odwołany, a jego miejsce zajął w czerwcu sir Edmund Allenby, który przeniósł kwaterę główną bliżej linii frontu, do Rafah, skąd zreorganizował swoje wojsko i przyśpieszył budowę drugiej nici wodociągu i kolei z Egiptu. Po przeciwnej stronie stanęła nowo utworzona osmańska Armia Yıldırım pod komendą gen. Ericha von Falkenhayna (wspieranego przez Niemców w liczbie 65 oficerów i 6 tys. żołnierzy). W jej dowództwie znajdowali się również zasłużeni wojskowi tureccy, wśród nich Mustafa Kemal. Tymczasem arabscy powstańcy pod wodzą Audy abu Taji i brytyjskiego oficera T.E. Lawrence’a (Lawrence’a z Arabii) zdobyli 6 lipca Akabę, port położony nad północną zatoką Morza Czerwonego. Siły emira Fajsala (syna szarifa Mekki), zaopatrywane przez Akabę, rozszerzyły teraz swoją działalność partyzancką na Syrię i tym samym zabezpieczyły prawą flankę wojsk Allenby’ego.

### Przełom

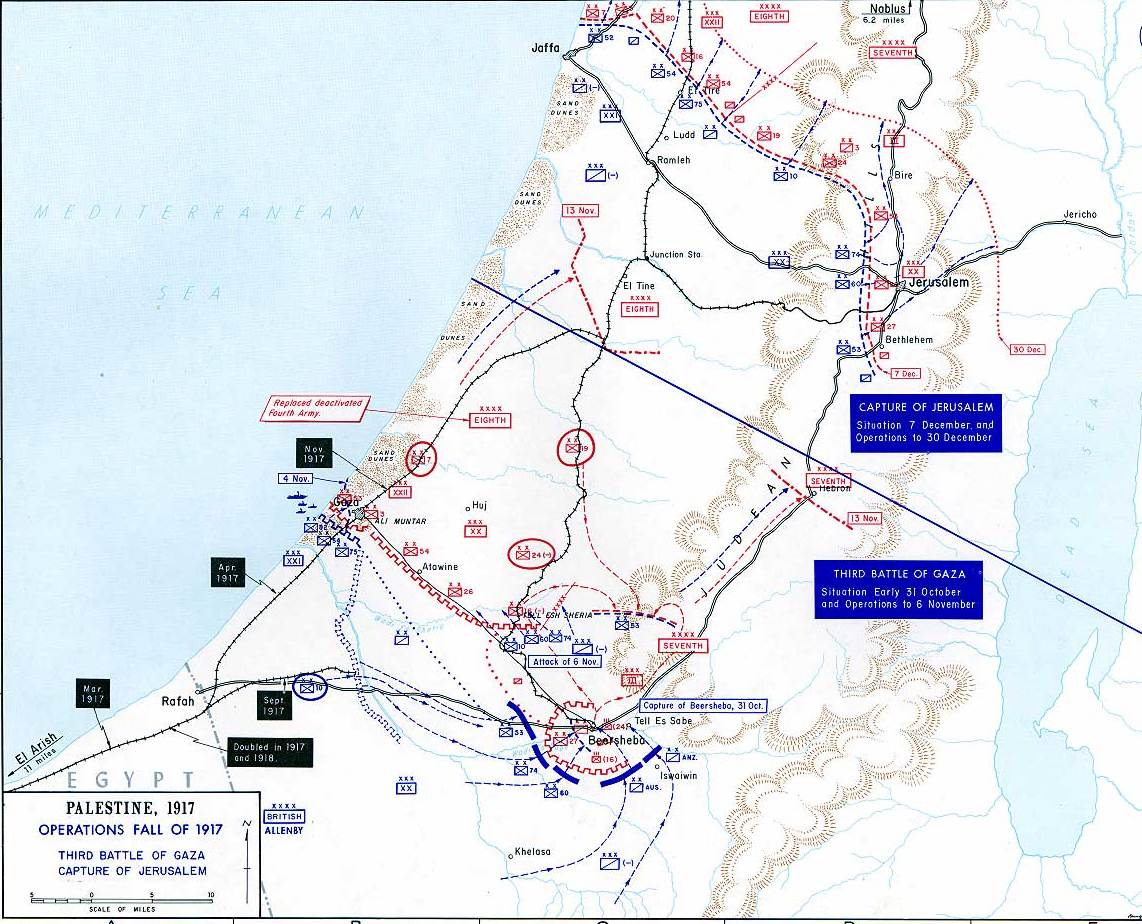
Działania w Palestynie (31 października – 30 grudnia 1917 r.)

Jesienią Turcy spodziewali się kolejnego ataku na Gazę. W przypuszczeniach utwierdziły ich przechwycone tajne alianckie dokumenty (w rzeczywistości fałszywki spreparowane przez brytyjski wywiad w celu zmylenia przeciwnika). Rankiem 31 października Allenby, ku zaskoczeniu von Falkenhayna, uderzył na Beer Szewę, której obrona upadła w ciągu kilkunastu godzin. III bitwa o Gazę, która rozegrała się między 1 a 2 listopada miała na celu jedynie unieruchomienie osmańskiego garnizonu miasta w czasie kiedy główne brytyjskie siły napierały na środek i lewe skrzydło wroga. 7 listopada Turcy zostali zmuszeni do odwrotu. Za wycofującym się wojskiem postępowała brytyjska kawaleria i piechota. Osmański kontratak nie powiódł się i 16 listopada alianci zajęli Jafę, podczas gdy Turcy wycofali się za rzekę Jarkon i na Wyżynę Judzką.
Zachęcony tymi sukcesami Allenby postanowił kontynuować ofensywę. 9 grudnia, po kilku tygodniach walk, zajął Jerozolimę – był to zdaniem premiera Lloyda George’a „gwiazdkowy podarunek dla narodu angielskiego”. Do końca roku Brytyjczycy odepchnęli przeciwnika na północ od zdobytych miast i okopali się na nowych pozycjach. Cała jesienna ofensywa kosztowała ich 19 300 ofiar, w tym 14 400 rannych. Turecka porażka zmusiła Dżemala Paszę do rezygnacji z formalnego dowodzenia i powrotu do Konstantynopola. Podobnie postąpił Mustafa Kemal, a w lutym także i Falkenhayn. Kwaterę główną Yıldırım przeniesiono do Syrii, gdzie od marca objął komendę gen. Otto Liman von Sanders.

### Natarcie spowalnia

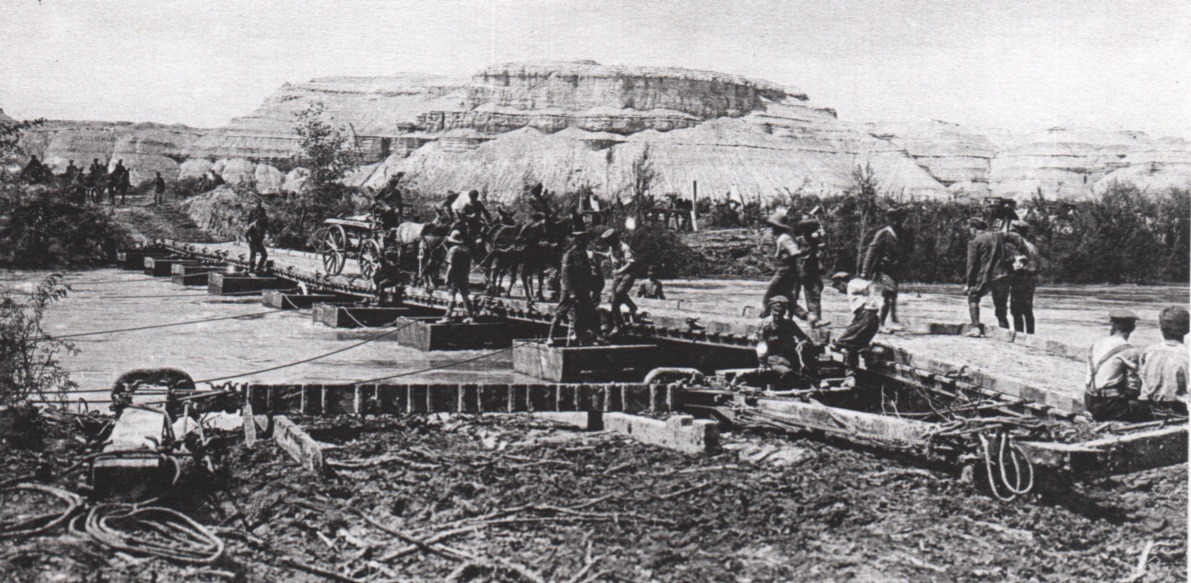
Brytyjski most pontonowy na rzece Jordan

Z początkiem 1918 r. walki w Palestynie wyhamowały, gdyż Brytyjczycy znaleźli się na krańcu swoich linii zaopatrzeniowych. Przed przystąpieniem do generalnej ofensywy Allenby podjął działania celem zabezpieczenia swojej prawej flanki. W lutym zajął Jerycho i dotarł do rzeki Jordan. Kilka brytyjskich dywizji przekroczyło ją i 24 marca dokonało koncentracji na wschodnim brzegu. Ich celem było zdobycie Ammanu i przerwanie tureckiej Kolei Hidżaskiej. Ulewne deszcze, które zamieniły wadisy w błotniste rzeki, opóźniły przemarsz alianckiej kolumny. 27 marca dotarła ona do Ammanu, zajmując po drodze As-Salt. Turcy zdążyli się jednak przygotować i przez kilka dni odpierali angielskie ataki, a 29 marca zaatakowali As-Salt, grożąc napastnikom odcięciem od głównych sił. Wkrótce Brytyjczycy rozpoczęli odwrót. Rajd kosztował ich w sumie 1200 ofiar, w tym 898 rannych.
W tym samym czasie na froncie zachodnim zaczęła się wielka niemiecka ofensywa wiosenna i znaczna część żołnierzy Allenby’ego została odesłana do Europy. Zastąpiono ich głównie wojskowymi z Indii Brytyjskich, których połowę stanowili niedoświadczeni rekruci. Konieczne były więc szkolenia i reorganizacja armii. Mimo to alianci podjęli kolejną próbę zdobycia Ammanu. Do natarcia przystąpili 30 kwietnia i ponownie zajęli As-Salt. Turcy jednak, jak poprzednio, stawili skuteczny opór, a wojska Ententy musiały wycofać się ze zdobytych pozycji i powrócić na zachodni brzeg Jordanu. Niemniej brytyjskiemu dowództwu udało się zrealizować istotny cel, który odgrywał rolę w jego przyszłych planach: zmusić wroga do koncentracji sił na wschód od Jordanu. Allenby tymczasem rozpoczął modernizację portu w Jafie i poprawę systemu zaopatrzenia armii. Usprawniał komunikację, gromadził zapasy i nieprzerwanie kontynuował ćwiczenia wojskowe. Były to przygotowania do następnego walnego ataku.

## Ostatnia ofensywa

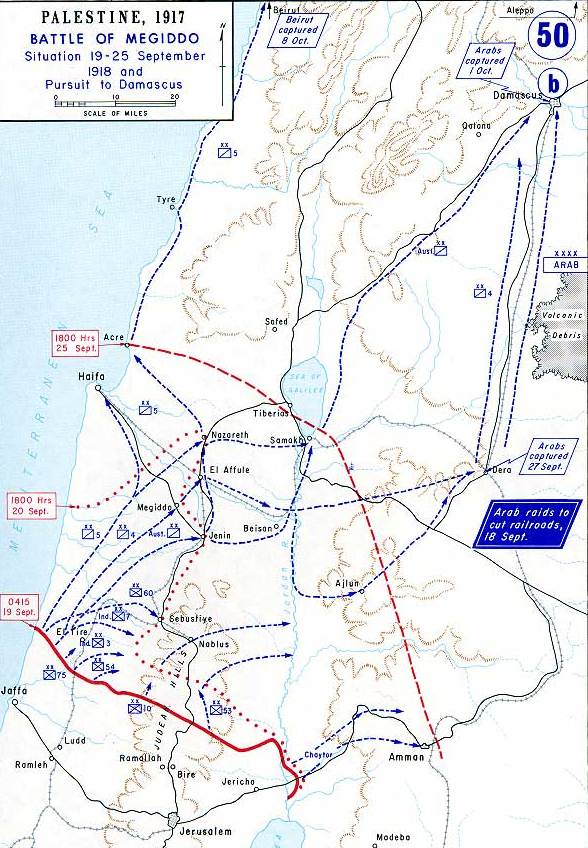
Brytyjskie natarcie (wrzesień i październik 1918)

Plan Allenby’ego zakładał wprowadzenie wroga w błąd co do brytyjskich zamiarów. Turcy mieli uwierzyć, że główne natarcie zostanie skierowane w głąb lądu na wschodni brzeg Jordanu. We wrześniu małe oddziały brytyjskie posuwały się za dnia na wschód, gdzie budowano imitacje obozów wojskowych. Natomiast nocą, duże kolumny posuwały się w przeciwnym kierunku, na zachód, gdzie koncentrowały się pod osłoną gajów oliwnych i cytrusowych. W konsekwencji większość sił Ententy skupiła się na wybrzeżu, podczas gdy pozostałe odcinki frontu pozostały skromnie obsadzone. Przewaga powietrzna pozwoliła ukryć ten stan przed Turkami. Rankiem 19 września piechota Allenby’ego dokonała potężnego ataku na nadmorskiej równinie. Przez powstały w obronie osmańskiej wyłom, brytyjska kawaleria wtargnęła za linię frontu. W szybkim tempie zajęła nizinę i przez wąwozy pomiędzy wzgórzami wdarła się do Doliny Jezreel, przecinając drogi ucieczki wroga. Wycofujących się Turków nękały naloty Royal Air Force. Osmańskie armie VII i VIII zostały w większości zniszczone lub pochwycone. 22 września siły alianckie uderzyły wreszcie w głąb lądu w stronę Ammanu. Broniąca go IV Armia, aby uniknąć odcięcia, rozpoczęła odwrót w stronę Damaszku. Manewr ten utrudniali jej arabscy powstańcy operujący na wschodnim brzegu Jordanu. Brytyjskie natarcie, nazywane bitwą pod Megiddo, zakończyło się całkowitym zwycięstwem.
Ponieważ siły osmańskie znajdowały się w rozsypce, Allenby zarządził kontynuowanie pochodu do Syrii. Celem było rozbicie wycofujących się wojsk tureckich i zajęcie Damaszku. Pościg prowadziła brytyjska kawaleria wraz z arabskimi powstańcami na prawej flance. 27 września upadła obrona Dara, a trzy dni później aliantom udało się pochwycić resztki IV Armii osmańskiej. Tego samego dnia turecki garnizon opuścił Damaszek, a władzę nad miastem przejęli jego mieszkańcy, którzy rankiem 1 października powitali wkraczającą australijską kawalerię. W następnych tygodniach siły brytyjskie i arabskie bez większego oporu zajmowały kolejne miasta w Syrii. 5 października upadł Bejrut, 13. Trypolis, 16. Hims, a kilka dni później Aleppo. Osmański rząd zdawał sobie sprawę, że nie jest w stanie długo kontynuować działań wojennych. 30 października zawarto rozejm w Mudros, który zakończył wojnę na Bliskim Wschodzie.

## Skutki
W trakcie trwania kampanii państwa Ententy sporządziły dwa ważne dokumenty, które wpłynęły na przyszłość Bliskiego Wschodu. Były to: umowa Sykes-Picot o ustanowieniu w Lewancie stref wpływu mocarstw kolonialnych oraz deklaracja Balfoura, dotycząca żydowskiego osadnictwa w Palestynie. Po zakończeniu wojny, Francja i Wielka Brytania dokonały rozbioru Imperium Osmańskiego według podziału zatwierdzonego traktatem pokojowym w Sèvres. Ustalenia rozczarowały Arabów, którzy liczyli na uzyskanie niepodległości, a także Turków, którzy nie mogli pogodzić się z ciężkimi warunkami narzuconymi im przez zwycięzców. Doprowadziło to do buntów arabskich (bitwa pod Majsalun, powstanie w Iraku) oraz tureckiej wojny o niepodległość.